# Comuna Hlînne, Rokîtne
Hlînne (în ucraineană Глинне) este o comună în raionul Rokîtne, regiunea Rivne, Ucraina, formată din satele Dubno, Hlînne (reședința), Hmil și Poznan.

## Demografie
Componența lingvistică a comunei Hlînne
     Ucraineană (98,86%)
     Alte limbi (1,14%)
Conform recensământului din 2001, majoritatea populației comunei Hlînne era vorbitoare de ucraineană (98,86%), existând în minoritate și vorbitori de alte limbi.